# Aquitania
Aquitania là một khu tự quản thuộc tỉnh Boyacá, Colombia. Thủ phủ của khu tự quản Aquitania đóng tại Aquitania Khu tự quản Aquitania có diện tích #876# ki lô mét vuông. Đến thời điểm ngày 28 tháng 5 năm 2005, khu tự quản Aquitania có dân số #16847# người.